# Streptostachys
Streptostachys é um género botânico pertencente à família Poaceae.